# Immeuble Cavonius
L'Immeuble Cavonius (en finnois : Cavoniuksen talo) est une maison historique du quartier de Kluuvi à Helsinki en Finlande.

## Histoire
L'Immeuble Cavonius est un édifice de deux étages situé au Pohjoisesplanadi 21 qui abritait à l'origine des bureaux et des commerces.
L'édifice est conçu en 1819 par Carl Ludvig Engel. 
La partie en bordure de Pohjoisesplanadi est terminée en 1820, les ailes intérieures ouest et est en 1843 et le bâtiment supplémentaire à l'est en 1849. 
En 1882, on y ajoute une aile intérieure au Nord conçue par Konstantin Kiseleff et Elia Heikel. 
En 1883, est construit un bâtiment supplémentaire dans la cour conçu par Sebastian Gripenberg.
Au milieu du 20e siècle, l'aile intérieure est rénovée, on construit un nouveau bâtiment supplémentaire et on rénove le cinéma fondé dans l'édifice en 1908–1909. 
Ces modifications sont conçues par Valter Jung et Emil Fabritius.